# Waldreservat Obereimer
Waldreservat Obereimer este o arie protejată (sit de importanță comunitară — SCI) din Germania întinsă pe o suprafață de 2.377,41 ha, integral pe uscat.

## Localizare
Centrul sitului Waldreservat Obereimer este situat la coordonatele 51°22′54″N 8°03′56″E / 51.3817°N 8.0656°E.

## Înființare
Situl Waldreservat Obereimer a fost declarat sit de importanță comunitară în martie 2001 pentru a proteja un număr necunoscut de specii din flora spontană și fauna sălbatică aflate în arealul zonei.

## Biodiversitate
Situată în ecoregiunea continentală, aria protejată conține 8 habitate naturale: Lacuri eutrofice naturale cu vegetație de tip Magnopotamion sau Hydrocharition, Cursuri de apă de la nivel de câmpie la nivel montan, cu vegetație Ranunculion fluitantis și Callitricho-Batrachion, Fânețe de joasă altitudine (Alopecurus pratensis, Sanguisorba officinalis), Păduri de fag Luzulo-Fagetum, Păduri de fag Asperulo-Fagetum, Păduri de stejar sau de stejar și carpen sub-atlantice și medio-europene de Carpinion betuli, Mlaștini împădurite, Păduri aluvionare cu Alnus glutinosa și Fraxinus excelsior (Alno-Padion, Alnion incanae, Salicion albae).
La baza desemnării sitului se află un număr nedeclarat de specii protejate.
Pe lângă speciile protejate, pe teritoriul sitului au mai fost identificate 1 specie de mamifere.